# Pocillopora verrucosa
Espèce
Statut CITES
Pocillopora verrucosa est une espèce de coraux appartenant à la famille des Pocilloporidae.

## Description et caractéristiques
Cette espèce forme des colonies aux bras de taille relativement homogène, approchant 50 cm de diamètre maximum. Sa couleur varie du rose au brun, et le squelette est caractérisé par des proéminences (« verrues ») prononcées et très irrégulière.

## Habitat et répartition
C'est une espèce très commune à faible profondeur dans tout l'Indo-Pacifique.